# Demokratyczna Partia Nauru
Demokratyczna Partia Nauru – nieformalna partia polityczna Nauru. 
Została założona w 1987 roku przez byłego prezydenta Kennana Adeanga. Zastąpiła na scenie politycznej tego małego kraju nieformalną Partię Nauru kierowaną przez prezydenta Bernarda Dowiyogo. Najważniejszymi członkami tej partii byli Adeang i Dowiyogo.